# Dodge M37 4x4
Dopo la seconda guerra mondiale l'esigenza di sostituire il Dodge T-214 Beep portò l'US Army ad adottare il veicolo da trasporto leggero Dodge M37, simile ad un piccolo autocarro. Esso venne prodotto tra il 1950 e il 1970 in ben 125.000 esemplari, divenendo uno dei più diffusi veicoli americani.
Molti esemplari furono costruiti esclusivamente per l'esportazione. Spesso veniva montato un gancio nella parte anteriore e il veicolo poteva essere predisposto per il guado profondo. La variante principale era l'ambulanza, ma esistevano anche versioni più specialistiche, come quella per la riparazione delle linee telefoniche. Una variante giapponese dell'M37, costruita dalla Toyota, venne usata dagli Americani in Vietnam.